# Mateo Cerezo

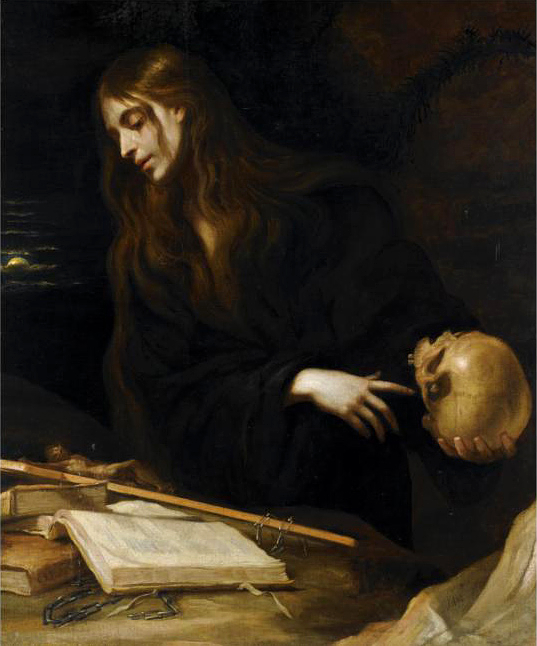
Magdalena pokutująca (1661)

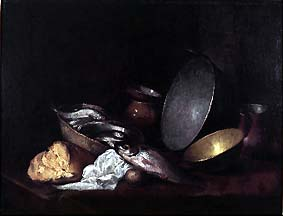
Martwa natura z rybą (1661)

Mateo Cerezo (ur. 19 kwietnia 1637 w Burgos, zm. 29 czerwca 1666 w Madrycie) – hiszpański malarz okresu baroku.
Był synem malarza. W Madrycie został uczniem Juana Carreño de Miranda. W l. 1656-59 działał w Valladolid i Burgos. Malował obrazy religijne i martwe natury. Pozostawał pod wpływem Tycjana, Antoona van Dycka i Paola Veronesego. Charakterystyczne dla jego palety są ciepłe, weneckie kolory. Zmarł w wieku 29 lat.

## Wybrane dzieła
- Biedna dusza przed sądem -  145 x 104 cm, Prado, Madryt
- Chrystus na krzyżu -  1664-65, 206 x 162 cm, Gemaldegalerie, Berlin
- Chrystus po ubiczowaniu -  Kościół w Brines
- Ecce Homo -  ok. 1665, 98 x 75 cm, Muzeum Sztuk Pięknych w Budapeszcie
- Magdalena pokutująca -  1661, 103,2 x 83 cm, Rijksmuseum, Amsterdam
- Martwa natura z naczyniami kuchennymi -  100 x 227 cm, Prado, Madryt
- Martwa natura z rybą -  1661, 79 x 102 cm, Museo Nacional de San Carlos, Meksyk (miasto)
- Mistyczne zaślubiny św. Katarzyny -  1660, 207 x 163 cm, Prado, Madryt
- Niepokalane Poczęcie -  1664, 73 x 56 cm, Ermitaż, Sankt Petersburg
- Św. Augustyn -  1663, 208 x 126 cm, Prado, Madryt
- Wniebowzięcie Najświętszej Marii Panny -  1660, 207 x 163 cm, Prado, Madryt